# Battersea

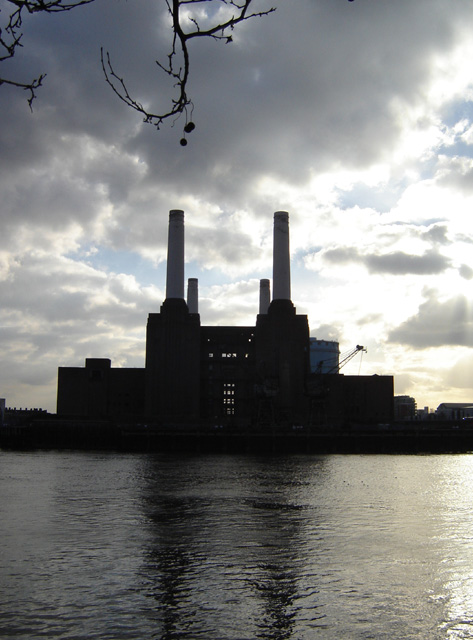
Trạm điện Battersea

Battersea là một khu vực của khu Wandsworth của Luân Đôn, Anh. Nó là một quận nội thành thuộc Nam Luân Đôn, nằm ở phía nam của sông Thames, cách 2,9 dặm (4,8 km) về phía tây nam Charing Cross. Battersea kéo dài từ Fairfield ở phía tây đến Queenstown ở phía đông. Năm 2001, Battersea có dân số 75.651 người.